# روبن جراردو گریگینی
روبن جراردو گریگینی (انگلیسی: Ruben Gerardo Grighini؛ زادهٔ ۱۱ ژانویهٔ ۱۹۸۷) بازیکن فوتبال اهل آرژانتین است.
از باشگاه‌هایی که در آن بازی کرده‌است می‌توان به باشگاه فوتبال چیتادلا، باشگاه فوتبال ویچنزا، و باشگاه فوتبال ونتزیا اشاره کرد.